# Robsonius rabori
Espèce
Synonymes
- Napothera rabori Rand, 1960 (protonyme)

Statut de conservation UICN

 NT B1ab(ii,iii,v) : Quasi menacé
Robsonius rabori est une espèce de passereaux de la famille des Locustellidae.

## Répartition
Cet oiseau est endémique du nord de Luçon (Philippines).

## Habitat
Elle habite les forêts humides tropicales et subtropicales et est menacée par la perte de son habitat. Elle se construit parfois des igloos.

## Taxinomie
Les travaux phylogéniques de Oliveros et al. (2012) montrent que cette espèce n'appartient pas à la famille des Timaliidae ni à celle des Pellorneidae dans laquelle elle était placée, mais qu'elle appartient à la famille des Locustellidae, dans laquelle elle occupe une position basale. De même, les travaux phylogéniques de Hosner et al. (2013) montrent que la sous-espèce Robsonius rabori thompsoni est en fait une espèce très différente, Robsonius thompsoni.
Le Congrès ornithologique international répercute ces changements dans sa classification de référence version 3.5 (2013), et déplace cette espèce dans les Locustellidae.
Lorsque Robsonius rabori et Robsonius thompsoni étaient regroupés dans le même taxon, celui-ci était connu sous le nom normalisé de la CINFO Turdinule de Luçon.